# (31489) Matthewchun
(31489) Matthewchun est un astéroïde de la ceinture principale.

## Description
(31489) Matthewchun est un astéroïde de la ceinture principale. Il fut découvert le 10 février 1999 à Socorro (Nouveau-Mexique) par le projet LINEAR. Il présente une orbite caractérisée par un demi-grand axe de 2,41 UA, une excentricité de 0,10 et une inclinaison de 6,8° par rapport à l'écliptique.

## Compléments